# Tassameurt
Tassameurt (în arabă تسمارت) este o comună din provincia Bordj-Bou-Arreridj, Algeria.
Populația comunei este de 4.134 de locuitori (2008).